# Кэмпбелл, Эдна
Эдна Кэмпбелл (англ. Edna Campbell; род. 26 ноября 1968 года, Филадельфия, Пенсильвания, США) — американская профессиональная баскетболистка, выступала в женской национальной баскетбольной ассоциации. Была выбрана на драфте ВНБА 1999 года в первом раунде под общим десятым номером клубом «Финикс Меркури». Играла на позиции разыгрывающего защитника.

## Ранние годы
Эдна Кэмпбелл родилась 26 ноября 1968 года в городе Филадельфия (штат Пенсильвания).